# Thorelliola glabra
Thorelliola glabra är en spindelart som beskrevs av Gardzinska, Patoleta 1997. Thorelliola glabra ingår i släktet Thorelliola och familjen hoppspindlar. Inga underarter finns listade i Catalogue of Life.